# Devičie
Devičie (ungarisch Devicse, deutsch Dewitsche) ist eine Gemeinde in der Mitte der Slowakei mit 302 Einwohnern (Stand 31. Dezember 2024), die im Okres Krupina, einem Kreis des Banskobystrický kraj, liegt.

## Geographie

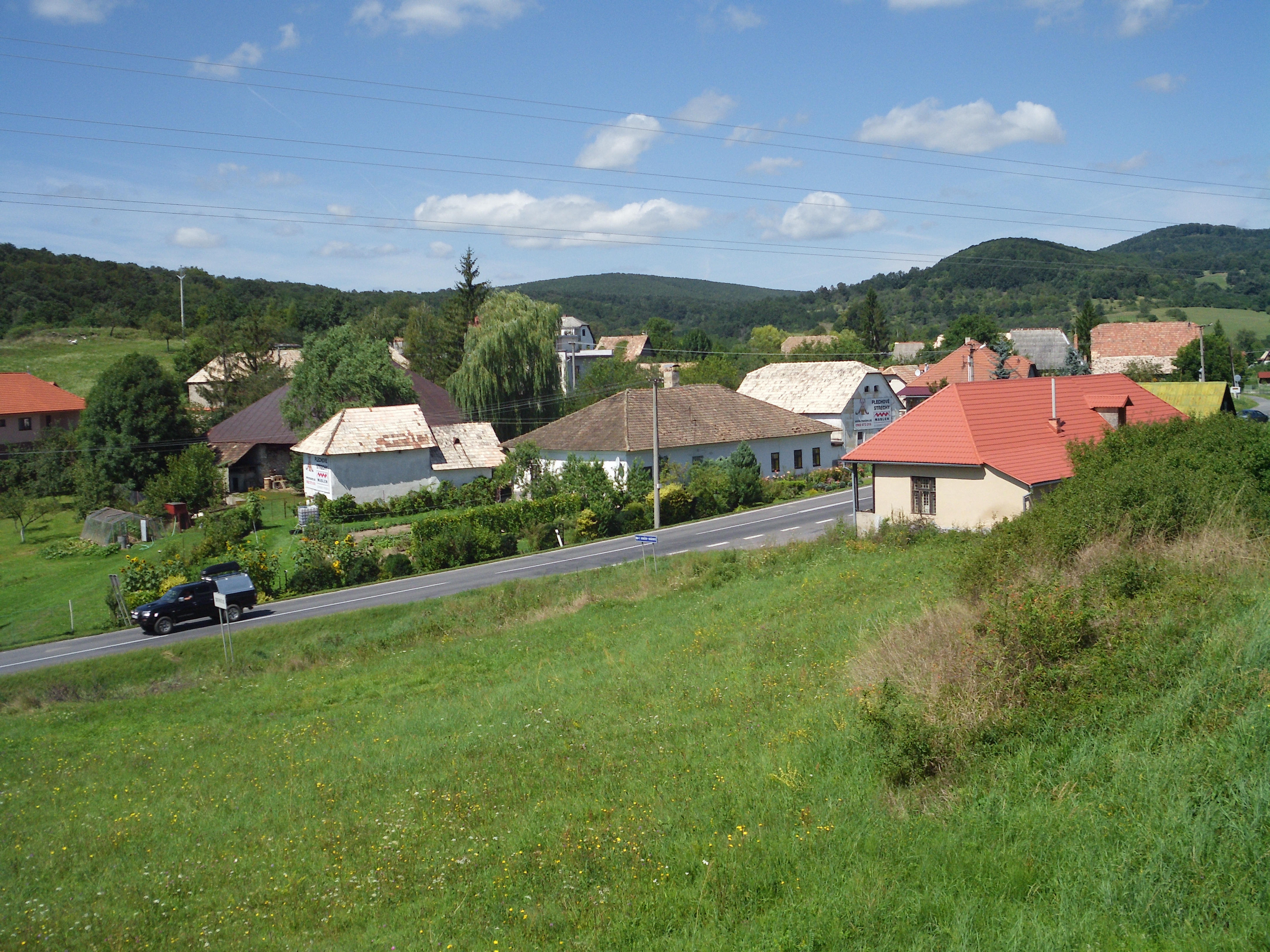
Devičie

Die Gemeinde befindet sich am südöstlichen Gebirgsfuß der Schemnitzer Berge, am Bach Devičiansky potok im Einzugsgebiet der Krupinica. Das Ortszentrum liegt auf einer Höhe von 277 m n.m. und ist sieben Kilometer von Krupina entfernt (Straßenentfernung).
Nachbargemeinden sind Krupina im Norden und Nordosten, Bzovík im Osten, Uňatín im Südosten, Hontianske Nemce im Süden und Südwesten und Kráľovce-Krnišov (Ortsteil Krnišov) im Westen.

## Geschichte
Devičie wurde zum ersten Mal 1256 als Dyuche schriftlich erwähnt. Im 16. Jahrhundert gehörte das Dorf zur Herrschaft der Burg Čabraď. Im 16. und 17. Jahrhundert wurde der Ort mehrmals von den türkischen Truppen beschädigt. 1715 gab es eine Mühle und 31 Haushalte, 1828 zählte man 79 Häuser und 475 Einwohner, die als Landwirte und Waldarbeiter beschäftigt waren, zudem gab es bis zum 18. Jahrhundert Weingärten.
Bis 1918 gehörte der im Komitat Hont liegende Ort zum Königreich Ungarn und kam danach zur Tschechoslowakei beziehungsweise heute Slowakei.

## Bevölkerung
| Jahr                | 1994 | 2004    | 2014    | 2024    |
| ------------------- | ---- | ------- | ------- | ------- |
| Anzahl der Personen | 274  | 277     | 300     | 302     |
| Unterschied         |      | +1,09 % | +8,30 % | +0,66 % |

| Jahr                | 2023 | 2024 |
| ------------------- | ---- | ---- |
| Anzahl der Personen | 302  | 302  |
| Unterschied         |      | +0 % |

Nach der Volkszählung 2011 wohnten in Devičie 306 Einwohner, davon 302 Slowaken. Vier Einwohner machten keine Angabe zur Ethnie.
145 Einwohner bekannten sich zur Evangelischen Kirche A. B., 134 Einwohner zur Römisch-katholischen Kirche sowie jeweils ein Einwohner zu den Siebenten-Tags-Adventisten, zur altkatholischen Kirche und zur reformierten Kirche. 18 Einwohner waren konfessionslos und bei sechs Einwohnern wurde die Konfession nicht ermittelt.

## Bauwerke und Denkmäler
- evangelische Kirche im gemischten barock-klassizistischen Stil aus dem Jahr 1785, 1804 um den Turm ergänzt und umgebaut

## Verkehr
Durch Devičie passiert die Straße 1. Ordnung 66 (E 77) zwischen der ungarischen Grenze bei Šahy und Zvolen und es gibt eine Haltestelle an der Bahnstrecke Šahy–Zvolen.

## Söhne und Töchter der Gemeinde
- Eugen Kramár (1914–1996), Architekt und Hochschullehrer